# Lev Moiseevič Kvitko

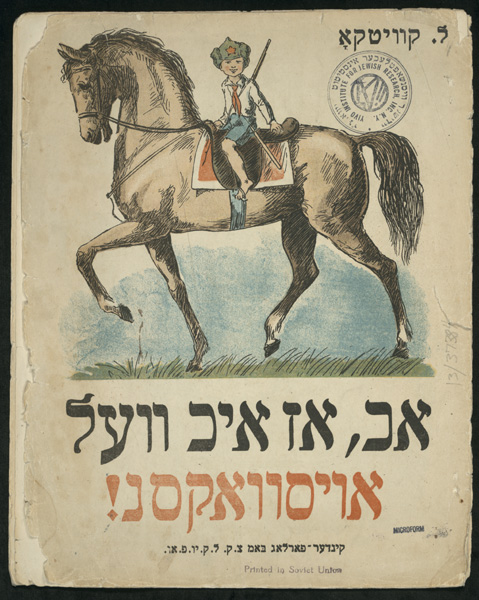
Libro per bambini di Kvitko

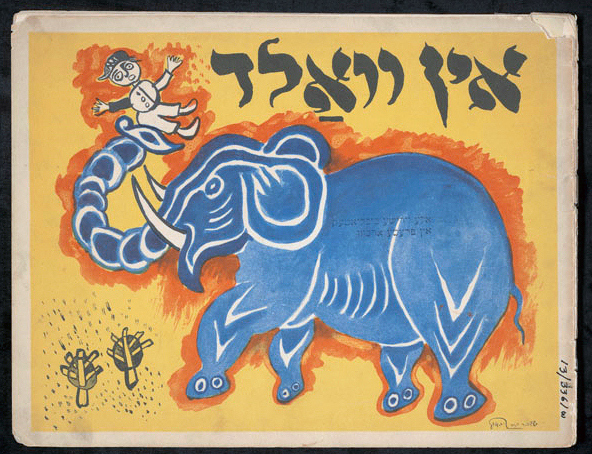
In vald L Kvitko tseykhenungen Y Ribak, copertina di libro per bambini

Lev Moiseevič Kvitko, il nome è anche indicato come Lejb (in russo Лев (Лейб) Моисе́евич Кви́тко?, in yiddish לייב קוויטק‎? Dovid Hofshteyn; Holoskiv, 15 ottobre 1890 – Mosca, 12 agosto 1952), è stato un poeta sovietico, autore in lingua yiddish.

## Biografia
Nato in un shtetl ucraino, ha frequentato la scuola ebraica tradizionale religiosa per i ragazzi, rimase precocemente orfano. 
Si trasferisce a Kiev nel 1917 e divenne ben presto uno dei più importanti poeti yiddish del "gruppo di Kiev". Ha vissuto in Germania tra il 1921 e il 1925 unendosi lì al Partito Comunista di Germania inizia la pubblicazione di poesie e fu acclamato dalla critica. Tornò in Unione Sovietica nel 1925 e si trasferì a Mosca nel 1936, unendosi al PCUS nel 1939. A quel tempo scriveva soprattutto versi per l'infanzia ed il suo stile aderiva completamente ai canoni del realismo socialista.
Fu giustiziato nella notte dei poeti assassinati (12-13 agosto 1952), insieme ad altri dodici artisti e scrittori yiddish.